# Sarcophaga strumiana
Sarcophaga strumiana är en tvåvingeart som beskrevs av Andy Z. Lehrer 1996. Sarcophaga strumiana ingår i släktet Sarcophaga och familjen köttflugor. Inga underarter finns listade i Catalogue of Life.